# François Denis Rouch
François Denis Toussaint Rouch est un homme politique français né le 15 décembre 1757 à Montpellier (Hérault) et décédé à une date inconnue.
Il est élu député de l'Hérault au Conseil des Cinq-cents le 22 germinal an V, et siège avec le parti de Clichy. Son élection est invalidée lors du coup d’État du 18 fructidor an V.

## Sources
- « François Denis Rouch », dans Adolphe Robert et Gaston Cougny, Dictionnaire des parlementaires français, Edgar Bourloton, 1889-1891 [détail de l’édition]